# Armando Bógus
Armando Assad Bógus (São Paulo, 19 de abril de 1930 — São Paulo, 2 de maio de 1993) foi um ator brasileiro.

## Biografia
Armando Bógus estreou como ator em 1955, com a peça Moral em Concordata, que se transformou no seu primeiro filme em 1959. Na televisão começou na TV Excelsior e, no teatro, destaca-se  sua parceria com o diretor Ademar Guerra, participando em peças como Marat/Sade (1967) e na primeira montagem de Hair no Brasil, em 1969. Fundou, com Antunes Filho e Felipe Carone o Pequeno Teatro de Comédia, o PTC, enquanto encenava peças brasileiras. Na televisão, Armando Bógus viveu personagens marcantes da teledramaturgia brasileira e foi um dos atores da primeira versão de Vila Sésamo, primeiro na TV Cultura e depois na Rede Globo, em 1972, ao lado de Sônia Braga, Laerte Morrone e Aracy Balabanian.
Nas novelas, os seus personagens mais marcantes foram: o comerciante Nacib em Gabriela (1975); o austero Estêvão em O Casarão (1976); o médico Daniel em Ciranda de Pedra (1981); Licurgo Cambará na minissérie O Tempo e o Vento (1985); o avarento Zé das Medalhas em Roque Santeiro (1985); o esperto Modesto Pires em Tieta (1989) e o vilão Cândido Alegria, personagem que construiu se inspirando no Fradinho, do Henfil,  e no padrão clássico do político mineiro, em Pedra Sobre Pedra (1992), a sua última telenovela.
| “ | Se me perguntar qual é o caráter do brasileiro, diria que é um cara que gosta dos Beatles, mas sem exagero. Para estereotipar menos, prefiro usar a intuição. | ” |

Foi casado duas vezes, a primeira com a atriz Irina Grecco, com quem teve um filho.
Armando Bógus estudou no Colégio Marista Arquidiocesano. Na década de 1950, foi expulso de dois colégios de São Paulo por militar em grupos de esquerda. Era primo do jornalista Luís Nassif.
Morreu devido a uma leucemia, tendo ficado internado por dois meses no Hospital Sírio Libanês, em São Paulo, submetendo-se a uma quimioterapia, em 2 de maio de 1993.

## Filmografia

### Televisão
| Ano       | Título                                                    | Personagem                                         | Emissora       |
| --------- | --------------------------------------------------------- | -------------------------------------------------- | -------------- |
| 1956      | Os Jograis de São Paulo                                   | Declamador                                         | Rede Tupi      |
| 1958      | Grande Teatro Tupi                                        |                                                    | Rede Tupi      |
| 1959      | Grande Teatro Tupi                                        |                                                    | Rede Tupi      |
| 1959      | Enteatro Tv Tupi                                          |                                                    | Rede Tupi      |
| 1960      | Grande Teatro Johnnie Walker TV Tupi: Um Certo Sorriso    |                                                    | Rede Tupi      |
| 1960      | Grande Teatro Tupi: o Matarás                             |                                                    | Rede Tupi      |
| 1960      | Grande Teatro Tupi: Os Três Camaradas                     |                                                    | Rede Tupi      |
| 1960      | Grande Teatro Tupi: Todos Eram Meus Filhos                |                                                    | Rede Tupi      |
| 1961      | Grande Teatro Tupi: O Milagre                             |                                                    | Rede Tupi      |
| 1961      | Teatro Nove TV Excelsior                                  |                                                    | TV Excelsior   |
| 1962      | Tele-Teatro Brastemp TV Excelsior: Uma Garota do Interior |                                                    | TV Excelsior   |
| 1962/1963 | Gente como a Gente                                        |                                                    | TV Record      |
| 1964      | A Outra Face de Anita                                     | Hugo Castro Brito                                  | Rede Excelsior |
| 1964      | As Solteiras                                              | Luiz Emílio Oliveira                               | Rede Excelsior |
| 1964      | O Pintor e a Florista                                     | Marcos Bastos Lemos                                | Rede Excelsior |
| 1965      | Os Quatro Filhos                                          | Gérson Rodrigues Paiva                             | Rede Excelsior |
| 1966      | As Minas de Prata                                         | Cristovão Araújo (Dom Cristovão)                   | Rede Excelsior |
| 1966      | Redenção                                                  | Eduardo Cabral Salles                              | Rede Excelsior |
| 1968      | Legião dos Esquecidos                                     | Roberto Freitas Amaral                             | Rede Excelsior |
| 1969      | Sangue do Meu Sangue                                      | Maurício Camargo                                   | Rede Excelsior |
| 1970-1971 | Convite à Dança                                           |                                                    | TV Cultura     |
| 1970      | A Próxima Atração                                         | Paulo de Sá Ramos (Pardal)                         | Rede Globo     |
| 1972      | Vila Sésamo                                               | Juca (1972-1975)                                   | Rede Globo     |
| 1975      | Gabriela                                                  | Nacib Achar Saad                                   | Rede Globo     |
| 1976      | O Casarão                                                 | Estevão Bastos                                     | Rede Globo     |
| 1977      | Sem Lenço, sem Documento                                  | Henrique Prazeres (Dr. Henrique)                   | Rede Globo     |
| 1978      | Pecado Rasgado                                            | Nélio de Assis Mendes                              | Rede Globo     |
| 1979      | Marron Glacê                                              | Nestor Barros Alcântara                            | Rede Globo     |
| 1980      | Chega Mais                                                | Nestor (Participação especial no primiro capítulo) | Rede Globo     |
| 1980      | Coração Alado                                             | Jorge Gamela Paes (Gamela)                         | Rede Globo     |
| 1981      | Ciranda de Pedra                                          | Daniel Freitas (Dr. Daniel)                        | Rede Globo     |
| 1982      | Final Feliz                                               | Alfredo Marins Rocha                               | Rede Globo     |
| 1982      | Sétimo Sentido                                            | Valério Ribeiro                                    | Rede Globo     |
| 1982-1986 | Caso Verdade                                              |                                                    | Rede Globo     |
| 1983      | Champagne                                                 | Farid El Adib                                      | Rede Globo     |
| 1983      | Louco Amor                                                | Carlos Sampaio Alves                               | Rede Globo     |
| 1983      | Quarta Nobre                                              |                                                    | Rede Globo     |
| 1983      | Sítio do Picapau Amarelo                                  | Rei                                                | Rede Globo     |
| 1984      | Meu Destino É Pecar                                       | Ele Mesmo (Narrador)                               | Rede Globo     |
| 1984      | Partido Alto                                              | Arthur Alencar Nunes                               | Rede Globo     |
| 1985      | O Tempo e o Vento                                         | Licurgo Cambará                                    | Rede Globo     |
| 1985      | Roque Santeiro                                            | José Ribamar de Aragão (Zé das Medalhas)           | Rede Globo     |
| 1987      | Expresso Brasil                                           | Nacib / Zé das Medalhas                            | Rede Globo     |
| 1987      | Bambolê                                                   | Gabriel Alvarenga Lopes                            | Rede Globo     |
| 1988      | Bebê a Bordo                                              | Luís Lima Gonzaga (Liminha)                        | Rede Globo     |
| 1988      | Tarcísio & Glória                                         | Matias                                             | Rede Globo     |
| 1989      | Tieta                                                     | Jorge Modesto Pires (Modesto Pires)                | Rede Globo     |
| 1990      | Meu Bem, Meu Mal                                          | Felipe Brandão de Mello                            | Rede Globo     |
| 1991      | Escolinha do Professor Raimundo: 25 Anos dos Trapalhões   | Sandoval Quaresma                                  | Rede Globo     |
| 1992      | Pedra sobre Pedra                                         | Cândido Alegria                                    | Rede Globo     |
| 1993      | Sex Appeal                                                | Baltazar Custódio (Baltazar)                       | Rede Globo     |

### Cinema
| Ano  | Título                               | Papel                     |
| ---- | ------------------------------------ | ------------------------- |
| 1958 | Macumba na Alta                      | Pinta                     |
| 1959 | Moral em Concordata                  | Chico                     |
| 1968 | Anuska, Manequim e Mulher            | amigo de Sabato           |
| 1969 | A Compadecida                        | João Grilo                |
| 1970 | Parafernália, o Dia da Caça          | Paulo                     |
| 1978 | Doramundo                            | Dr. Guizot                |
| 1978 | J.J.J., O Amigo do Super-Homem       | João Juca Júnior (J.J.J.) |
| 1978 | O Cortiço                            | João Romão                |
| 1980 | Paula - A História de uma Subversiva | Oliveira                  |
| 1980 | Por um Corpo de Mulher               | Vítor                     |
| 1980 | Teu Tua                              | Nelson                    |
| 1982 | Os Campeões                          | Mário                     |

## Teatro
| Ano       | Título                                                    |
| --------- | --------------------------------------------------------- |
| 1949      | Pif-Paf                                                   |
| 1954      | Chapéu de Palha da Itália                                 |
| 1954–1956 | Esses Fantasmas                                           |
| 1956      | Moral em Concordata                                       |
| 1956–1957 | Ritmos e Cores: Inezita Barroso e os Jograis de São Paulo |
| 1956/1961 | Recital Os Jograis de São Paulo                           |
| 1957      | O Auto da Compadecida                                     |
| 1957      | Voyage a Trois                                            |
| 1958–1959 | A Compadecida                                             |
| 1958–1959 | Alô! 36-5499                                              |
| 1959      | Pic-Nic                                                   |
| 1959–1960 | Plantão 21                                                |
| 1961      | Fogo na Barba!                                            |
| 1962      | As Visões de Simone Machard                               |
| 1962      | Teatro Nove                                               |
| 1964–1965 | O Ovo                                                     |
| 1965–1966 | A Megera Domada                                           |
| 1966      | Oh, Que Delícia de Guerra!                                |
| 1966–1967 | Teatro como no Teatro                                     |
| 1967      | Marat                                                     |
| 1969–1971 | Hair                                                      |
| 1969      | Auto da Compadecida                                       |
| 1971      | Hair                                                      |
| 1973      | El Grande de Coca-Cola                                    |
| 1974      | Lulu                                                      |
| 1975–1979 | Bonifácio Milhões                                         |
| 1976      | Teatro 2                                                  |
| 1979      | Recital Os Jograis                                        |
| 1980      | Transaminases                                             |
| 1986–1987 | Bonifácio Bilhões                                         |
| 1990      | Mistérios de Curitiba                                     |

## ligações externas
- Armando Bógus. no IMDb.